# Саюр-лоде
Саю́р-лоде́, также саю́р-лоде́х (индон. sayur lodeh, буквально — «разваренные овощи») — блюдо индонезийской кухни. Представляет собой густой суп из овощей и, иногда, некоторых других продуктов, изготовляемый на основе кокосового молока.
Особой популярностью пользуется на Яве, где исторически этому блюду придавалось культовое значение и в настоящее время оно остается важным атрибутом многих семейных и общинных церемониальных застолий. В отдельных местностях острова саюр-лоде приписываются магические свойства, в частности способность предотвращать различные бедствия.

## Происхождение и распространение
Варка в кокосовом молоке является традиционным способом кулинарной обработки продуктов для многих районов Индонезии, где эта жидкость, добываемая из спелых кокосовых орехов, имеется в широком доступе. Собственно саюр-лоде является исконным блюдом яванской кухни.
Благодаря массовому расселению яванцев за пределы изначального ареала их проживания в центральной и восточной части острова Ява практика приготовления саюр-лоде широко распространилась по всей территории Индонезии, проникла в соседние Малайзию и Сингапур. Она также получила некоторое распространение в Нидерландах, которые с колониальных времён сохраняют достаточно тесные социокультурные связи с Индонезией.

## Приготовление и разновидности
Саюр-лоде по сути представляет собой очень густой овощной суп, приготовленный на основе кокосового молока с большим количеством специй. Его название буквально переводится с индонезийского языка как «разваренные овощи», при том, что помимо собственно овощей в это блюдо могут входить также некоторые виды травянистых растений, фруктов и орехов. Наиболее популярными его ингредиентами являются баклажан, джекфрут, плоды хлебного дерева, чайот съедобный, водяной шпинат, лук (как репчатый, так и зелёный), кукуруза, вигна, паркия красивая, помидор, паприка, проростки сои, мелинджо (от последних используются не только орехи, но и листья). Обычно для приготовление кушанья используется два-четыре, реже — большее количество основных ингредиентов растительного происхождения. Иногда оно бывает однокомпонентным.

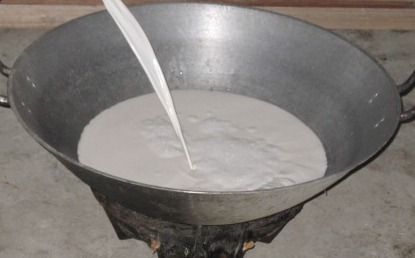
Кокосовое молоко — неизменная составляющая саюр-лоде

Кроме того, помимо овощей, зелени, фруктов и орехов в саюр-лоде достаточно часто добавляют твёрдые продукты ферментации сои — темпе либо тофу, а иногда и то, и другое. Реже в ход идут продукты животного происхождения — небольшие кусочки мяса, курятины, рыбы, субпродуктов, креветки или же баксо — плотные тугие фрикадельки, популярный специалитет индонезийской кухни. В таких случаях кокосовое молоко обычно смешивается с бульоном, в котором варились мясо или курятина, а само блюдо называется, соответственно, «говяжий саюр-лоде» (индон. sayur lodeh sapi) или «куриный саюр-лоде» (индон. sayur lodeh ayam).
Все основные компоненты блюда варятся в кокосовом молоке на медленном огне. Иногда некоторые овощи перед варкой пассеруются. По ходу варки смесь подслащается обычным или пальмовым сахаром и обильно заправляется различными специями, пряностями и приправами. Чаще всего туда добавляют различные виды перца и калгана, кориандр, чеснок, лук-шалот, имбирь. Нередко употребляются куркума или креветочная паста: в первом случае блюдо приобретает достаточно интенсивный жёлтый цвет, во втором — заметный красноватый или коричневатый оттенок. В других случаях, в зависимости от основных компонентов и набора приправ, жидкая часть готового кушанья может принимать иной цвет — от белого или светло-кремового до зеленоватого. Вкусовые оттенки могут значительно разниться, но в любом случае блюдо бывает весьма пряным и, обычно, слегка сладковатым.
Состав ингредиентов и приправ роднит саюр-лоде с другим популярным блюдом индонезийской кухни — саюр-асем, которое также готовится из различных овощей. Однако если рецептура саюр-лоде предполагает варку овощей в кокосовом молоке, то рецептура саюр-асем — в мясном бульоне или воде и, кроме того, не допускает использования тофу и темпе.

## Подача и употребление

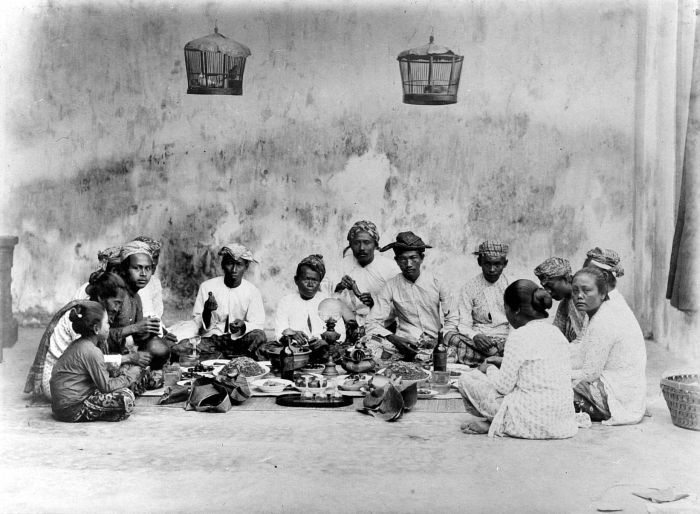
Сламетан — церемониальное яванское застолье, в ходе которого традиционно подавался саюр-лоде. Фотография конца XIX — начала XX века

Саюр-лоде является популярным блюдом домашней кухни, но часто подаётся и в заведениях общественного питания, специализирующихся на национальной индонезийской кухне. Это кушанье принято употреблять в пищу в горячем виде, непосредственно после приготовления. Оно служит самостоятельным блюдом, к которому могут подаваться какие-то гарниры — обычно варёный рис либо рисовая каша, часто куриные или утиные яйца, сваренные особым образом в рассоле с добавлением большого количества специй.
Среди яванцев саюр-лоде является не только обычным повседневным кушаньем, но и традиционным атрибутом многих праздничных трапез. Исторически он был одним из главных угощений на общинных церемониальных застольях — сламе́танах (также слама́тан — индон. slametan, slamatan), которые приурочивались к завершению сбора урожая, свадьбам, рождению детей, выздоровлению от болезни и другим важным поводам.
Особое, в полном смысле культовое значение придается саюр-лоде в центральной части Явы. Здесь этому блюду приписывают чудодейственное свойство — способность предотвращать различные несчастья, в том числе стихийные бедствия.
Наиболее сильна соответствующая традиция среди жителей Джокьякарты. В преддверии надвигающегося бедствия местные жители готовят саюр-лоде, который часто отличается от обычного, повседневного бо́льшим набором ингредиентов — иногда суповой набор состоит из 10—12 различных овощей и фруктов. Подача его к столу, за который стараются собрать всех членов семьи, обычно сопровождается коллективной молитвой. Подобный обычай в равной мере распространён как среди джокьякартцев-мусульман, так и в местной христианской общине.